# Devon Conti
Devon Conti est un enfant acteur américain connu pour avoir joué le rôle du jeune Arthur Hutchins dans L'Échange de Clint Eastwood, en 2008.

## Filmographie
- 2008 : L'Échange de Clint Eastwood : Arthur Hutchins